# Djebel Khroufa
Le djebel Khroufa (arabe : جبل خروفة) est une montagne située dans le gouvernorat de Jendouba, au Nord-Ouest de la Tunisie.
Il abrite la réserve naturelle homonyme créée en 1993 et couvrant une superficie de 125 hectares, sur son versant nord-est, pour l'essentiel dans le gouvernorat de Béja.